# Paramita (Cypr)
Paramita (gr. Παραμύθα) – wieś w Republice Cypryjskiej, w dystrykcie Limassol. W 2011 roku liczyła 569 mieszkańców.